# Учителя (телесериал, 2019)
«Учителя́» — российский драматический сериал Ильи Куликова и Никиты Грамматикова.
В сентябре 2018 года сериал стал лауреатом фестиваля «Пилот» за лучший сценарий.
Премьера сериала состоялась 22 августа 2019 года на ТНТ-Premier, а 5 октября — на канале «ТВ-3».
Сериал получил сдержанные отзывы российских кинокритиков.

## Сюжет
В центре сюжета — отношения заместителя министра образования РФ Сергея Григорьева с дочерьми Татьяной и Марией, которые работают учителями.

## В ролях
| Актёр                | Роль                                                                                         |
| -------------------- | -------------------------------------------------------------------------------------------- |
| Владимир Вдовиченков | Сергей Игоревич Григорьев заместитель министра образования РФ                                |
| Анна Котова-Дерябина | Татьяна Сергеевна Григорьева старшая дочь Сергея, завкафедрой финансового права университета |
| Ирина Старшенбаум    | Мария Сергеевна Григорьева младшая дочь Сергея, учительница русского языка и литературы      |
| Ольга Дибцева        | Алина любовница Сергея                                                                       |
| Маруся Климова       | Вика сотрудница авиакомпании                                                                 |
| Алексей Ильин        | Павел муж Татьяны                                                                            |
| Дмитрий Мазуров      | Алексей Михайлович Шашкин директор школы                                                     |
| Александр Ревенко    | Эдуард Тимофеевич учитель труда                                                              |
| Ирина Чериченко      | Наталья Дмитриевна Яхина завуч                                                               |
| Егор Морозов         | Андрей учитель физики и астрономии                                                           |
| Юлия Майборода       | Ирина учительница алгебры и геометрии                                                        |
| Филипп Литман        | Валера                                                                                       |
| Александра Киселёва  | Оксана                                                                                       |
| Савелий Кудряшов     | Дима сын Татьяны и Павла                                                                     |
| Дмитрий Чеботарёв    | Костя начальник охраны университета                                                          |
| Ирина Чеснокова      | жена Кости                                                                                   |
| Екатерина Рокотова   | Наталья секретарша Григорьева                                                                |

## Саундтрек
Специально для саундтрека сериала актриса Софья Каштанова записала песни «Mad World» группы Tears For Fears, «Фиолетово-чёрный» группы «Пикник», «Долгая счастливая жизнь» и «Моя оборона» группы «Гражданская оборона».

## Награды
- 2018 — премия фестиваля «Пилот» за лучший сценарий (Илья Куликов)
- 2020 — номинация на премию фестиваля «Утро Родины» за лучший фильм или сериал[9]; премия за лучшую женскую роль второго плана (Анна Котова-Дерябина)[10]